# Оповідання Альгамбри
«Оповідання Альгамбри» (англ. Tales of the Alhambra) — збірка нарисів, словесних замальовок та оповідань американського письменника Вашингтона Ірвінга (1783—1859), натхненних і частково написаних під час його візиту в 1828 році до комплексу палацових і фортечних споруд Альгамбри в Гранаді, Андалусія, Іспанія.

## Передумови

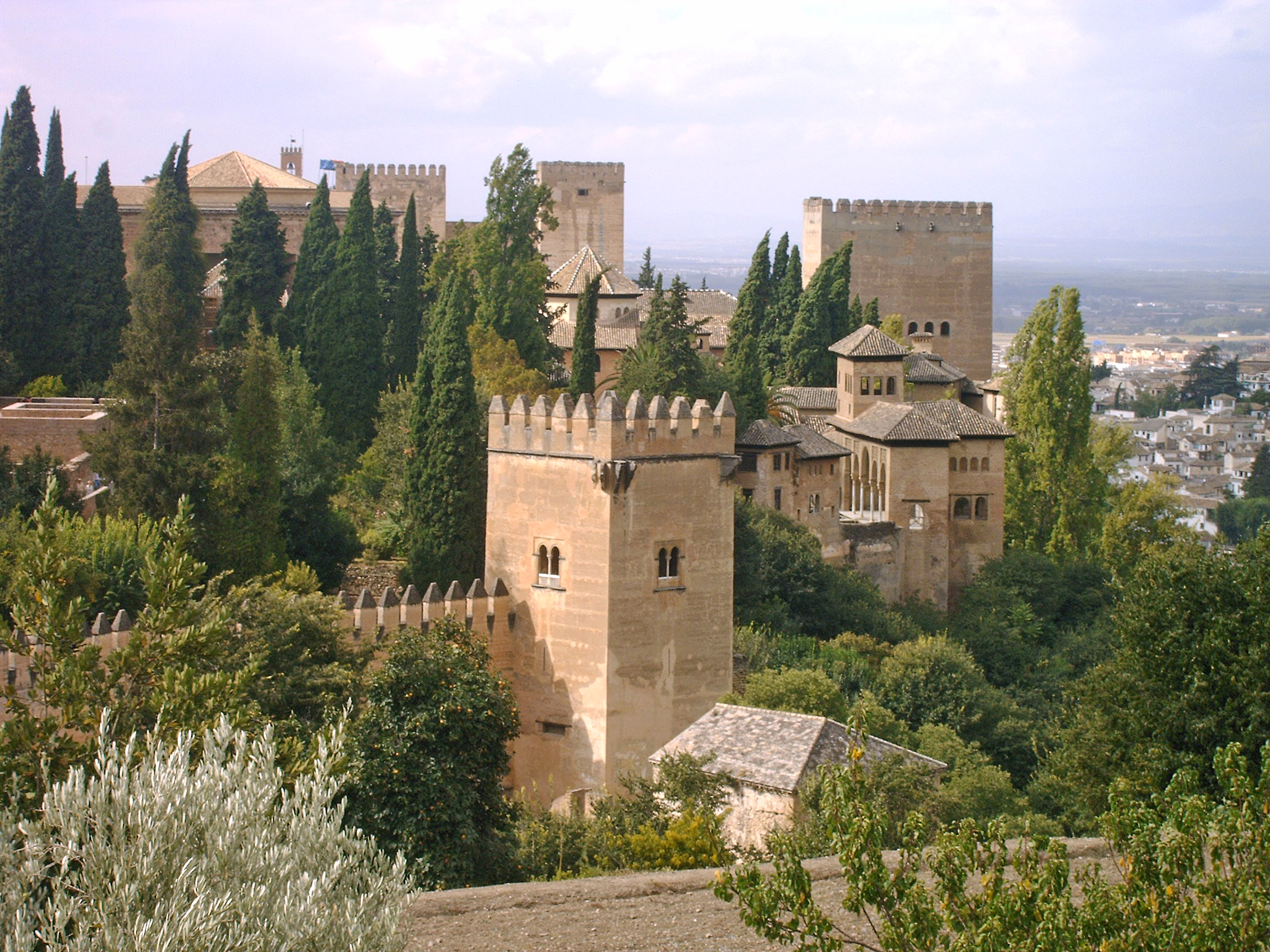
Ірвінг жив у палаці Альгамбра, коли писав частину матеріалу для своєї книги.

Незабаром після завершення біографії Христофора Колумба в 1828 році Вашингтон Ірвінг вирушив з Мадрида, де він зупинявся, до Гранади, Іспанія. На перший погляд, він описав її як «одне з наймальовничіших і найкрасивіших міст, розташоване в одному з найпрекрасніших пейзажів, які я коли-небудь бачив». Ірвінг готував книгу під назвою «Хроніка завоювання Гранади», історію 1478—1492 років, і продовжував дослідження цієї теми. Він негайно попросив тодішнього губернатора історичного палацу Альгамбра, а також архієпископа Гранади про доступ до палацу. Він отримав дозвіл на вхід завдяки своєму статусу. За допомогою 17-річного гіда на ім'я Матео Хіменес Ірвінг зібрав легенди та перекази про Альгамбру, а потім вирушив до інших частин Іспанії. Наступного року він повернувся в Альгамбру і прожив у квартирі близько трьох місяців, отримавши доступ до її архівів. Його досвід став натхненням для написання «Оповідань Альгамбри». Книга поєднує опис, міф і розповіді про реальні історичні події, аж до руйнування деяких веж палацу французами під командуванням графа Себастіані у 1812 році та подальшої шкоди, завданої землетрусом у 1821 році. Протягом усієї подорожі Вашингтон заповнював свої блокноти і щоденники описами і спостереженнями, хоча він не вірив, що його записи коли-небудь віддадуть йому належне. Він писав: «Які ж негідні мої каракулі цього місця!». Ірвінг продовжував подорожувати Іспанією, поки його не призначили секретарем у диппредставництві США в Лондоні під керівництвом нового міністра Луїса Маклейна. Наприкінці вересня 1829 року він прибув до Лондона.

## Історія видання
«Альгамбра: серія оповідань і замальовок про маврів та іспанців» була опублікована в травні 1832 року в Сполучених Штатах видавцями Lea & Carey і одночасно в Англії Генрі Колберном, і пприписується Джоффрі Крейону (псевдонім автора). Складаючись із серії есе та коротких художніх творів, він був названий його «Іспанським скетчом». Незабаром після публікації книги після 17-річної відсутності в США Ірвінг повернувся до Нью-Йорка.
У 1851 році Ірвінг написав «перероблене авторське видання» під назвою «Альгамбра».

## Спадщина і вплив

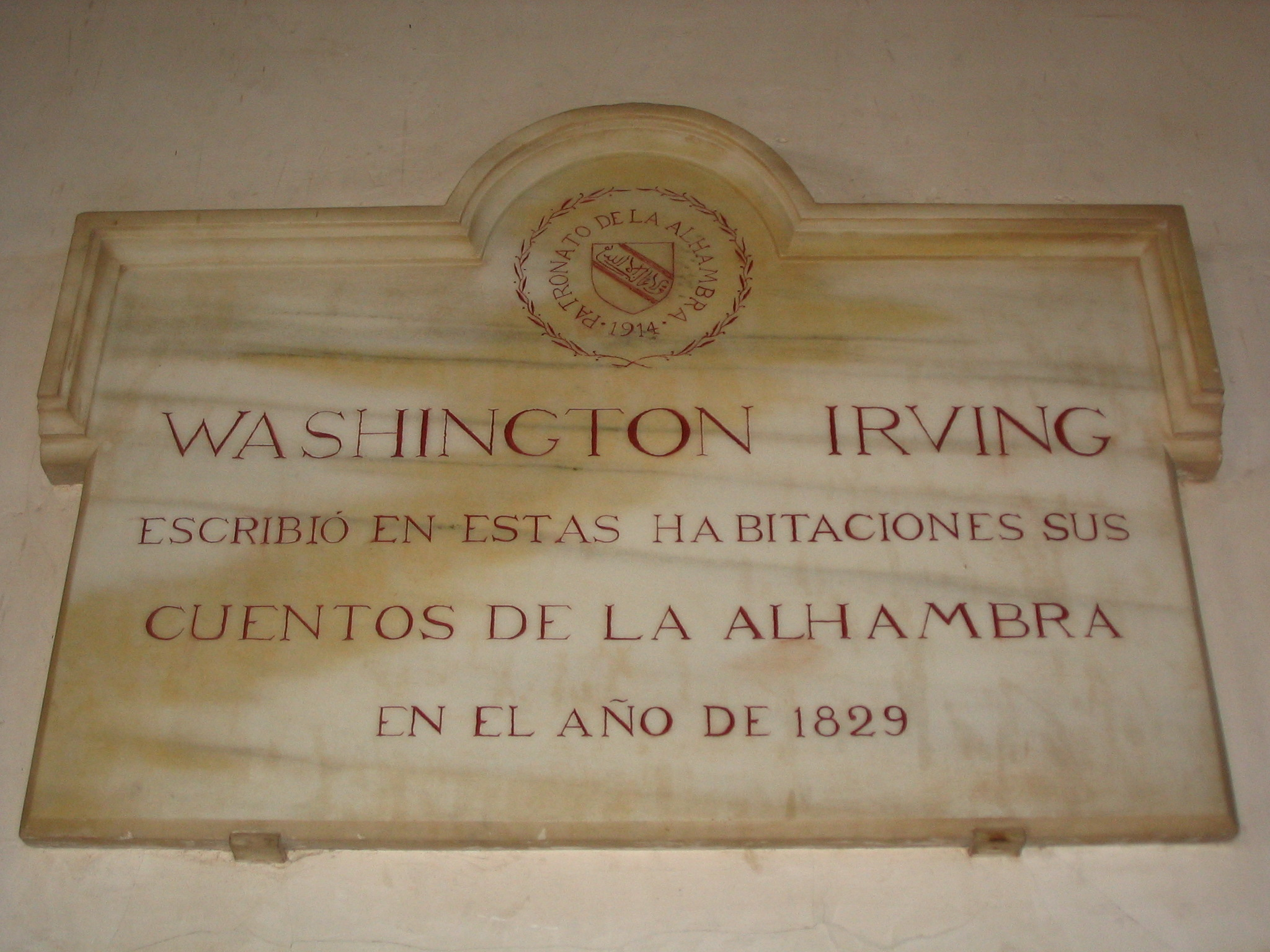
Пам'ятна дошка на Альгамбрі з написом іспанською: «Вашингтон Ірвінг написав свої „Оповідання Альгамбри“ в цих кімнатах у 1829 році»

Книга відіграла важливу роль у повторному відкритті Альгамбри для західної аудиторії. На кімнатах, в яких Ірвінг зупинявся під час написання частини своєї книги, тепер встановлено меморіальну дошку.
Повість Олександра Пушкіна 1834 року у віршах «Казка про золотого півника» заснована на двох розділах «Оповідань Альгамбри». У свою чергу вірш Пушкіна надихнув Володимира Бєльського на лібрето до опери Миколи Римського-Корсакова «Золотий півник».
Дадлі Бак створив фрагменти тексту розділу «Дон Муніо» для своєї ораторії «Легенда про Дона Муніо» 1874 року.
1921 року в Німеччині Ервін фон Буссе опублікував збірку оповідань під назвою Liebesmärchen або «Казки закоханих», засновану на «Оповіданнях Альгамбри».
Ця книга стала основою іспанського фільму 1950 року «Оповідання Альгамбри».
1959 року «Легенда про спадщину мавра» була екранізована в радянському мультфільмі.
Вілла Зорайда, музей у Сент-Огастіні, штат Флорида, заснований на крилі Альгамбри, отримав свою назву від персонажа книги Ірвінга (зокрема, з «Легенди про трьох прекрасних принцес»).
На честь книги названо місто Альгамбра, штат Каліфорнія. У 1874 році дочка Бенджаміна Вілсона читала книгу і заохотила його використати назву для свого нового передмістя Лос-Анджелеса.
«Легенда про принца Ахмеда Аль Камеля або Пілігрима кохання» була адаптована як книжка з малюнками для дітей «Принц птахів», написана та проілюстрована Амандою Гол у 2005 році.
У 2017 році іспанський анімаційний продюсер Педро Алонсо Паблос зняв анімаційний міні-серіал із деякими з «Оповідань Альгамбри»: «Арабський астролог», «Три прекрасні принцеси» та «Троянда Альгамбри».